# Pfaffenhofen an der Ilm járás
Pfaffenhofen an der Ilm járás egy járás Bajorországban. Pfaffenhofen an der Ilm járás Freising, Dachau, Ingolstadt, Neuburg-Schrobenhausen, Eichstätt, Kelheim, Aichach-Friedberg, Ingolstadt, Mainburg, Aichach, Schrobenhausen és Neuburg an der Donau járásokkal határos. Lakosainak száma 126 244 fő (2017. december 31.).

## Népesség
A járás népessége az elmúlt években az alábbi módon változott:
| Lakosok száma | 30 333 | 34 870 | 39 002 | 54 391 | 76 564 | 88 449 | 119 987 | 121 594 | 125 085 | 126 244 |
|               | 1871   | 1885   | 1925   | 1950   | 1970   | 1987   | 2013    | 2014    | 2016    | 2017    |